# Valor secundário
Em arquivística o valor secundário dos documentos define-se, segundo Rousseau e Couture (1998, p. 117-118), como sendo a qualidade do documento baseada nas utilizações não imediatas ou científicas. Esta qualidade radica essencialmente no testemunho privilegiado e objetivo que o documento fornece. [...] Enquanto todos os documentos têm um valor primário que dura mais ou menos tempo conforme os casos, nem todos têm ou adquirem necessariamente um valor secundário. [...] só uma fraca proporção do conjunto dos arquivos de uma pessoa física ou moral (jurídica) merece a atenção necessária à conservação dos documentos que apresentam um valor secundário.